# Толпаровське сільське поселення
Толпа́ровське сільське поселення (рос. Толпаровское сельское поселение) — сільське поселення у складі Каргасоцького району Томської області Росії.
Адміністративний центр — селище Київський.
Населення сільського поселення становить 557 осіб (2019; 605 у 2010, 749 у 2002).

## Склад
До складу сільського поселення входять:
| Населений пункт   | Населення, осіб (2002) | Населення, осіб (2010) |
| ----------------- | ---------------------- | ---------------------- |
| Київський, селище | 442                    | 351                    |
| Ньоготка, селище  | 307                    | 254                    |